# 加 (厄尔-卢瓦省)
加是法国厄尔-卢瓦省的一个市镇，位于该省东部，属于沙特尔区。该市镇总面积11.97平方公里，2009年时的人口为762人。

## 人口
加人口变化图示